# Exenterus antennatorius
Exenterus antennatorius är en stekelart som beskrevs av Schiodte 1839. Exenterus antennatorius ingår i släktet Exenterus och familjen brokparasitsteklar. Inga underarter finns listade i Catalogue of Life.